# Tortilla

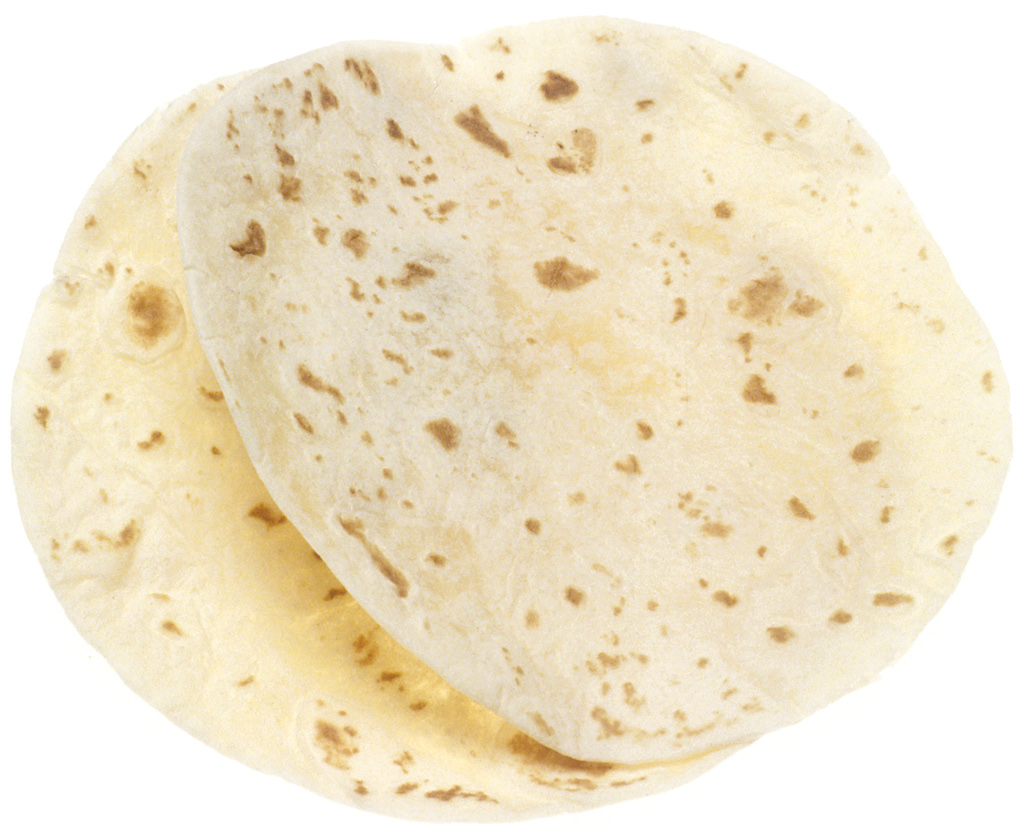
Tortilla meksykańska z mąki pszennej

Tortilla (wym. torˈtiʎa) – w kuchni meksykańskiej, rodzaj płaskiego, okrągłego placka o średnicy od 6 do 30 cm, tradycyjnie z masy lub mąki kukurydzianej, obecnie także z mąki pszennej, stosowanego jako pieczywo i baza do innych potraw. 
Meksykańskie i południowoamerykańskie tortille powstają po zagnieceniu masy kukurydzianej mąki z wodą, uformowaniu cienkich placków i pieczeniu ich na specjalnych patelniach (tradycyjnie był to comal). Obecnie większość dostępnych w handlu tortilli jest wytwarzanych maszynowo. Powinno się je spożywać ciepłe, gdyż po ostygnięciu nabierają konsystencji gumy.
Ważnym procesem w Meksyku oraz Ameryce Środkowej podczas przygotowywania tortilli, stosowanym od czasów przedhiszpańskich, jest nikstamalizacja. Polega ona na gotowaniu kukurydzy w glinianym garnku z wodą i wapniem, co sprawia, że białka i inne składniki odżywcze zawarte w ziarnie stają się łatwiej przyswajalne. Zwiększa także dostępność niacyny zawartej w ziarnie kukurydzy, co eliminuje zagrożenie rozwojem pelagry.
Tortilla stanowi bazę bardziej skomplikowanych potraw, jak np. quesadillas, tacos, enchiladas, wrap i innych. Z kawałków kukurydzianych tortilli przyrządzane są czipsy tortilla (totopos), a z nich przekąska o nazwie nachos. Na świecie istnieje wiele różnych rodzajów tortilli.